# Beisen
Beisen est un village du Cameroun situé dans le département du Mezam et la Région du Nord-Ouest. Il fait partie de l'arrondissement de Bali.

## Population
Lors du recensement de 2005, on y a dénombré 1 341 personnes.